# Impermanence
impermanence is een muziekalbum van de Amerikaanse performer Meredith Monk. Het is opgedragen aan haar in 2002 overleden partner Mieke van Hoek. De compositie (uit 2005) en het muziekalbum (2008) gaan over de vergankelijkheid van het leven en alles daaromheen. In het boekwerkje legt ze uit, dat wat de mensen bindt is dat we allemaal doodgaan, we onze geliefden zien sterven en de mogelijkheid om van het leven te genieten en het te waarderen, wanneer en waar dan ook. Ze geeft toe dat impermanence moderner klinkt dan haar vroegere composities, er zijn meer dissonanten in te vinden en ze laat de tonaliteit deels los. Daarnaast is er een balans te vinden tussen zang en muziek, in het verleden overheerste de stem.

## Musici
- Theo Blackmann, Eilen Fisher, Katie Geissinger, Ching Gonzalez, Monk, Aliison Sniffin, Sasha Bogdanowitsch, Silvie Jansen – zang
- Allison Sniffin, Monk – piano
- John Hollenbeck – percussie
- Bohdan Hilash – blaasinstrumenten

## Composities
Allen van Monk, behalve waar aangegeven
1. last song (7:10)
2. maybe 1 (2:03)
3. little breath (1:43)
4. liminal (10:56)
5. disequilibrium (2:26)
6. particular dance (4:57)
7. between song (6:08)
8. passage (1:56)
9. maybe 2 (3:07)
10. skeleton lines (4:19)
11. slow dissolve (2:36)
12. totentanz (3:59)
13. sweep 1 (1:28) (Sniffin, Hollenbeck en Hilash)
14. nocking (5:7)
15. sweep 2 (1:24) (Sniffin, Hollenbeck en Hilash)
16. Mieke’s melody nr. 5 (5:16) (Mieke)

Teksten door James Hillman (last song), Monk, ensemble (liminal) en Mieke (between song)